# Сіндок
Сіндок (кор. 신덕, 神德, Sindeok, Sindŏk; пом. 917) — корейський правитель, п'ятдесят третій володар (ван) держави Сілла.
Був членом клану Пак. Його було обрано спадкоємцем престолу як нащадка вана Адалла після смерті вана Хьогона, який не мав дітей.
За свого правління був змушений відбивати постійні напади з боку нових королівств періоду пізніх Трьох держав.
Помер 917 року, після чого трон зайняв його старший син Кьонмьон.